# Льодовий трамвай Санкт-Петербурга

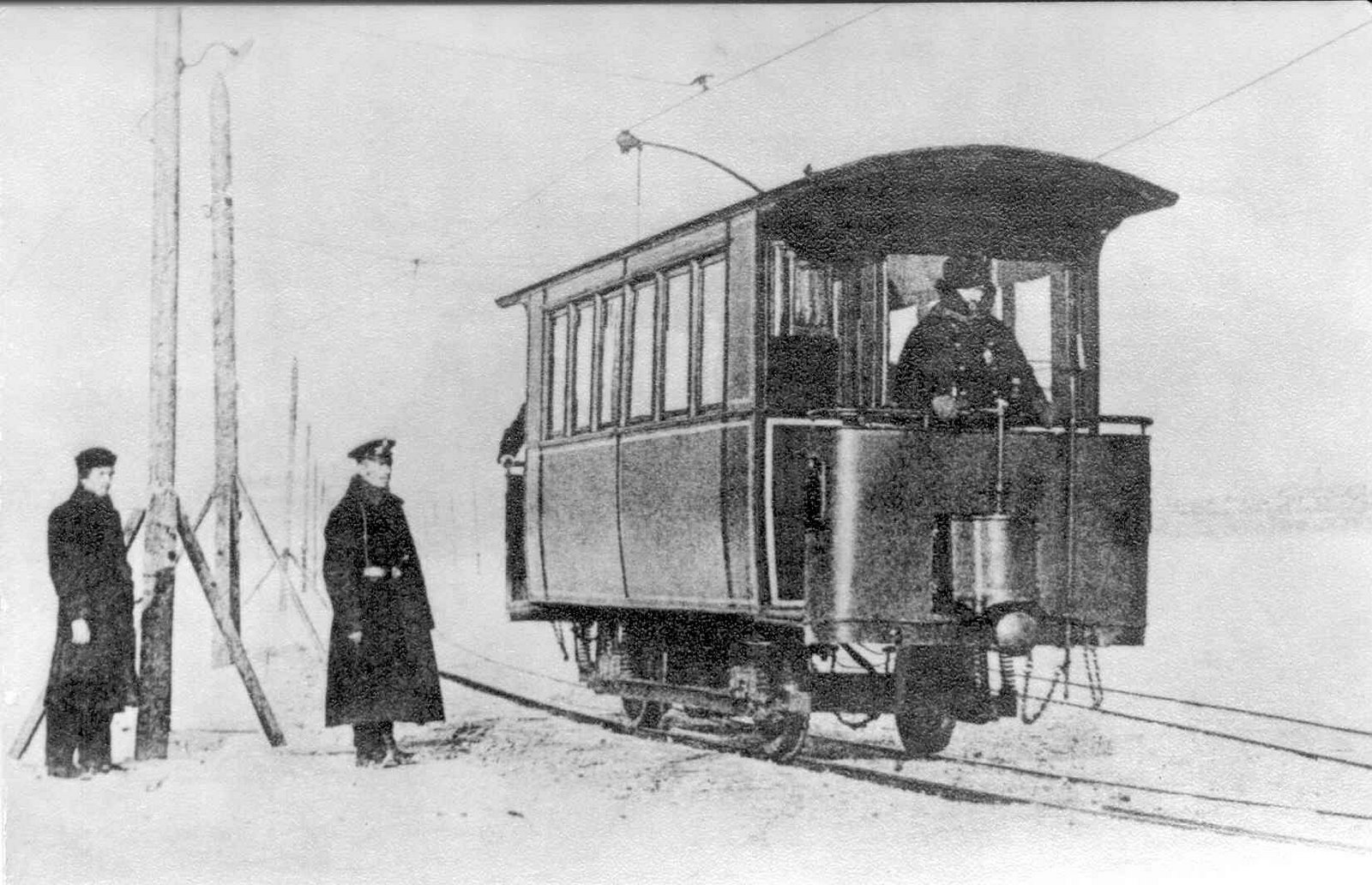
Трамвай на льоду Неви

Льодовий трамвай Санкт-Петербурга — трамвайна система, що функціонувала в зимовий час з 1895 по 1910 рік в Санкт-Петербурзі на льоду Неви.

## Передумови до створення
Наприкінці XIX століття між міською Думою Санкт-Петербурга та акціонерами товариства кінних залізниць, що експлуатувала петербурзьку конку, було укладено договір, відповідно до якого ніхто більше не міг організовувати на петербурзьких вулицях масове перевезення населення. За міською владою було залишено право викупити кінну залізницю через 15 років. В іншому випадку дороги з усім їхнім господарством мали безоплатно перейти у власність міста через 40 років.
У 1894 році Фінляндське товариство легкого пароплавства організувало рейковий перекат від Сенатської площі на Васильєвський острів, який діяв дві зими.

## Лінії
На підготовку до запуску трамвая по льоду Неви було витрачено 28 тисяч рублів. 19 січня 1895 року за старим стилем (2 лютого за новим стилем) були запущені дві або три лінії льодового трамвая, згодом мережа була збільшена до чотирьох маршрутів:
- від Сенатської площі до Васильєвського острова до Академії мистецтв
- від Палацової набережної до Митнінської набережної
- від Суворовської площі до Виборзького боку
- від Суворовської площі до Петербурзької сторони (прокладена останньою).

На льоду були укладені шпали та рейки. Вагони трамвая отримували живлення від контактного дроту, натягнутого на дерев'яні стовпи, вморожені в лід (другий контакт — рейки). Лінія була одноколійною, з роз'їздами. Трамваї для лінії були зроблені з вагонів конки. Швидкість руху досягала 20 км/год, місткість вагонів становила 20 осіб.
Під час руху вагона в нерівних місцях дроту, дотичного з електроприймачем, з'являються іскри, що створюють цікаве видовище. Рух вагона регулюється замиканням та розмиканням електричного струму та особливими гальмами. Всього вагонів поки призначено для перевезення пасажирів чотири, і плата за перевезення призначена три копійки з пасажира.— Журнал «Всесвітня ілюстрація»

Швидкість та зручність сполучення, а також дешевизна та новизна подібного роду пересування залучають масу пасажирів, і нове підприємство, безсумнівно, не лише зручно для публіки, а й не безприбутково для підприємців.
— Газета кінця XIX століття
Рух починався 20 січня та закінчувався 21 березня. Трамвай мав велику популярність як у пасажирів (за сезон перевозилося до 900 тис. пасажирів), так і у простих спостерігачів. Взимку 1909/1910 лінії були прокладені в останній раз. За весь час експлуатації не було зафіксовано жодного нещасного випадку, найсерйознішими аваріями були обриви дротів.

## Льодовий трамвай в інших містах
Згодом досвід експлуатації трамвая на льоду річки був використаний в Нижньому Новгороді при експлуатації ліній по Оці, а також в Архангельську.